# Tommaso Maria Sciacca
Tommaso Maria Sciacca (Mazara del Vallo, 1734 – Lendinara, 2 maggio 1795) è stato un pittore italiano.

## Biografia
In un primo tempo allievo di Gaspare Serenari a Palermo e in seguito di Agostino Masucci a Roma dove poi perfezionò i suoi studi dietro i sublimi esemplari che adornano quella gran Metropoli delle belle arti. Lavorò oltre che in Sicilia e a Roma anche nel Veneto. La sua opera si riconduce alla tradizione decorativa barocca. A Roma fu compagno e amico di Mariano Rossi, con lui progredì nella pittura ma visse povero. Nella Capitale fu anche aiuto bottega di Antonio Cavallucci, perseguitato dall'avversa fortuna non poté mai per mezzo dell'arte sua sollevarsi dalla miseria, ed una delle sue maggiori fortune fu l'essersi indotto il Cavallucci a prevalersene nel suo studio per abbozzare. Fu un uomo di esemplare costume e religiosissimo, e perciò molto amato dal Cavallucci. Oltre alla pittura, era profondo nella matematica, e di questa scienza formavasi un sollievo nelle tristi sue circostanze. Si fece notare, nonostante la sua grande modestia, per il gusto del colorito, armonioso, e morbido e soprattutto per la composizione. A Roma conobbe l'abate Antonio Maria Griffi, Generale dell'ordine degli Olivetani, di Lendinara. L'abate gli commissionò alcune opere per il suo gabinetto e lo fece conoscere ai lendinaresi che, apprezzandolo, gli commissionarono altre opere. Proprio a Lendinara il 2 maggio 1795, mentre stava completando il bozzetto del catino della crociera del Duomo, assalito da improvviso malanno dovette in pochi dì cedere al comune destino.

## Lo stile
Tommaso Maria Sciacca in vita ebbe bastante merito per ottenere buon nome nell'arte colle opere proprie, nel solco della tradizione decorativa barocca italiana. È stato definito un pittore non molto corretto nel disegno, ma valoroso nel colorito che componeva le sue opere con uno stile piuttosto macchinoso, ma con grazia; le sue pitture avevano sempre buon partito di chiaro-scuro ed un vivace gusto ed accordo di tinte.
L'unico tra i siciliani del suo secolo e tra i pochissimi non veneziani a cogliere l'importanza e la fecondità della lezione formale di Sebastiano Ricci, di quel suo rendere l'immagine con i soli mezzi della luminosità più solare, ma anche più nervosamente dinamica.
Soprattutto nelle opere mazaresi, Tommaso Sciacca ha immesso il lievito della vibrante luminosità tipico del Ricci. Un lievito che molto probabilmente nell'esperienza romana non ha saputo proporre, per timidezza culturale, come alternativa al gusto classicheggiante dominante nella Capitale. Riesce a farlo solamente nel Veneto, nella terra del Tiepolo, verso la fine della propria carriera.
In vita, comunque, lo Sciacca godette di riputazione nel comporre, nell'arte del chiaro-scuro, nell'armonia e nel tinteggiare, in guisacché era anche consultato da' buoni artisti per queste parti in cui veniva riguardato come maestro.

## Opere

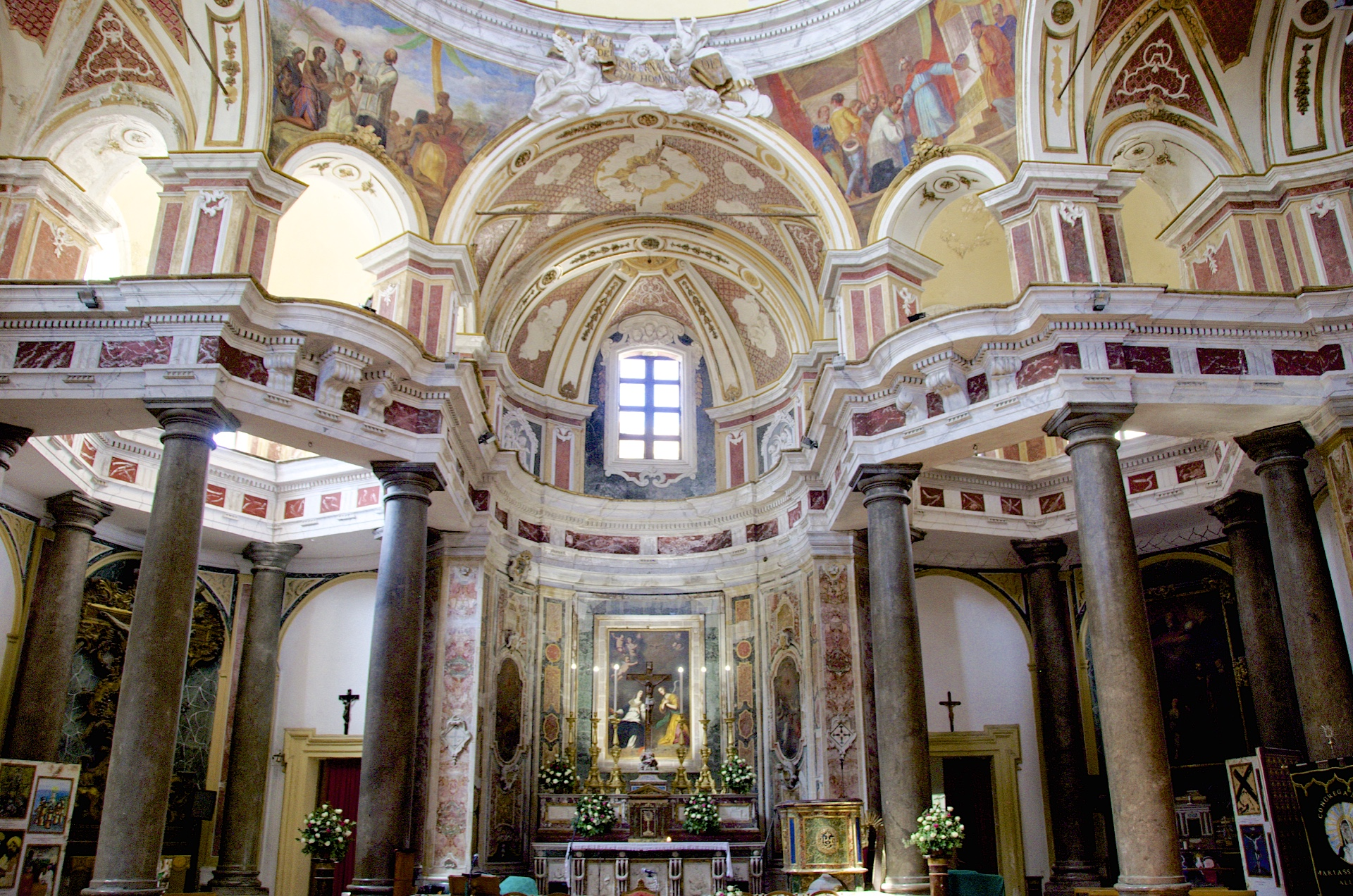
Affreschi della chiesa di San Francesco Saverio di Palermo

Elenco delle opere di Tommaso Sciacca e luogo di conservazione:
- Decorazione pittorica e scultorea presente nella chiesa di San Francesco Saverio di Palermo (età giovanile)[6].
- Ritratto del cardinale Gerolamo Spinola, Galleria nazionale di palazzo Spinola, Genova (1759 circa)[7].
- Trionfo di San Michele su Lucifero, sulla volta del presbiterio e piccoli episodi nelle varie cappelle, affreschi, nella chiesa di San Michele di Mazara del Vallo (1766)[8].
- Ciclo di pitture, Strage degli Innocenti, Sacra Famiglia, Morte di San Benedetto, ai lati del presbiterio Abramo e Melchisedec e la Cena in Emmaus, olio su tela, opere presenti nella chiesa di San Michele di Mazara del Vallo (1766).
- Ciclo, affreschi, apparato decorativo della volta della chiesa del Purgatorio sotto il titolo di San Calcedonio di Mazara del Vallo (1766 circa).
- San Calcedonio, olio su tela, opera custodita nella chiesa del Purgatorio sotto il titolo di San Calcedonio di Mazara del Vallo (1766 circa)[9].
- San Vito, San Modesto e Santa Crescenza, olio su tela ovale, opera custodita nella sacrestia della cattedrale del Santissimo Salvatore di Mazara del Vallo (1766 circa).
- Immacolata Concezione ritratta tra San Spiridione e San Nicola di Bari, olio su tela, commissione di Vincenzo Petroso dei baroni di Pollicarini, opera custodita nella Chiesa di San Marco di Enna (1768-1769).
- Quadro dell'Altare maggiore[10] della Chiesa di Santa Maria di Costantinopoli di Roma (opera andata distrutta).

- Venere implorante la protezione di Giove su suo nipote Ascanio, affresco, Stanza del Camino, Palazzo Ruspoli, Roma (1782)[11].
- L'ascensione di Cristo fra gli Apostoli, dipinto, Chiesa di San Biagio, Comune di San Gregorio di Sassola, Città Metropolitana di Roma Capitale[12].
- Santa Maria Maddalena in casa di Simone Fariseo, Chiesa di Santa Maria Maddalena di Ravenna (1784)[13].
- San Francesco d'Assisi, olio su tela, pala dell'altare di San Francesco, Diocesi di Senigallia (AN)[14].
- 3 dipinti: Beata Vergine Giuseppe e il bambino Gesù, sull'altare maggiore e Santa Dorotea e Gli angeli custodi, negli altari laterali, Parrocchia di Santa Dorotea di Petrykozy, Polonia (1792)[15].
- Santo Stefano che battezza Lucilla figlia di Nemesio, dipinto su tela, opera custodita nel Duomo di Santo Stefano di Rovigo (1794)[16].
- Apparizione della Vergine a San Carlo Borromeo, dipinto su tela, opera custodita nella chiesa di San Bartolomeo di Rovigo (1794)[17].
- 4 tele per il gabinetto del Padre Abate Don Antonio Maria Griffi: L'immacolata concezione, Maria Vergine e il Bambino Gesù, San Benedetto implora il Divino, San Pietro Apostolo nega tre volte il Divin Maestro, Chiesa di San Bartolomeo e Monastero degli Olivetani, di Rovigo[18].
- San Michele Arcangelo sull'altare maggiore, Ultima Cena nell'abside, olio su tela, opere custodite nella chiesa parrocchiale di San Michele Arcangelo di Villanova del Ghebbo.
- Ciclo di 5 dipinti olio su tela: Apparizione della Madonna a Santa Francesca Romana, Santa Francesca Romana, Madonna con Bambino con Sant'Anna San Giovannino e Santa Elisabetta, Santa Francesca Romana ha la visione del suo angelo custode, Crocifissione di Cristo. Pinacoteca Civica di Palazzo dell'Arengo di Ascoli Piceno[19].
- Ciclo, affreschi, apparato decorativo realizzato negli interni del santuario della Beata Vergine del Pilastrello di Lendinara (1792-1795).
- 5 dipinti: San Benedetto, Sant'Antonio da Padova con il bambino, Madonna con Bambino e San Giovannino, San Pietro, Sant'Antonio Abate visita San Paolo Eremita nel deserto, olio su tele, opere custodite nelle cappelle laterali della navata destra del santuario della Beata Vergine del Pilastrello di Lendinara (1792-1795)[19].
- Ciclo, affreschi, apparato decorativo definito e lasciato interrotto causa morte improvvisa, per gli interni del duomo di Santa Sofia di Lendinara (1795).